# Maoundoé Naindouba
Maoundoé Naindouba, né en 1948 et mort en janvier 2003, est un écrivain tchadien,. Il est l'auteur de plusieurs ouvrages, dont  La Double Détresse en 1975, L'Étudiant de Soweto en 1978 et La Lèpre en 1979.